# 16 bästa
16 bästa – drugi album kompilacyjny szwedzkiej piosenkarki Sanny Nielsen, wydany 9 kwietnia 2014 przez wytwórnię Lionheart International.

## Lista utworów
Opracowano na podstawie materiału źródłowego.
1. „Empty Room”
2. „I’m in Love”
3. „Nobody Without You”
4. „I Can Catch the Moon”
5. „Devotion”
6. „Part of Me”
7. „Can’t Stop Love Tonight”
8. „Demolition Woman”
9. „Till en fågel”
10. „I går, i dag”
11. „Vägen hem”
12. „Du och jag mot världen” (i Fredrik Kempe)
13. „Vågar du, vågar jag”
14. „Koppången”
15. „Rör vid min själ”
16. „Nära mej”